# 2021
2021（二千二十一、二〇二一、にせんにじゅういち）は、自然数また整数において、2020の次で2022の前の数である。

## 性質
- 2021は合成数であり、約数は 1, 43, 47, 2021 である。
  - 約数の和は2112。
  - 約数の和が回文数になる54番目の数である。1つ前は1841、次は2111。(オンライン整数列大辞典の数列 A028980)
  - 約数を4個もつ572番目の数である。1つ前は2019、次は2026。
- 581番目の半素数である。1つ前は2019、次は2026。(オンライン整数列大辞典の数列 A001358)
- 2021 = 43 × 47
  - 2つの異なる素因数の積で p × q の形で表せる567番目の数である。1つ前は2019、次は2026。(オンライン整数列大辞典の数列 A006881)
  - 2つの連続する素数の積で表せる14番目の数である。1つ前は1763、次は2491。(オンライン整数列大辞典の数列 A006094)
    - いとこ素数の積で表せる6番目の数である。1つ前は1517、次は4757。(オンライン整数列大辞典の数列 A143206)
- 各位の平方和が平方数になる108番目の数である。1つ前は2012、次は2036。(オンライン整数列大辞典の数列 A175396)
22 + 02 + 22 + 12 = 9 = 32
- 2つの連続自然数を昇順に並べてできる20番目の数である。1つ前は1920、次は2122。(オンライン整数列大辞典の数列 A001704)
  - 連続自然数を並べてできる28番目の数である。1つ前は1920、次は2122。(オンライン整数列大辞典の数列 A035333)
  - 2つの連続自然数を昇順に並べてできる数が2つの連続する素数の積で表せる最小の数である。次は794018604377235322848433897872605582794018604377235322848433897872605583と予想されている。　　　　　　　　　　　　　　　　　　　　　　　　　(794018604377235322848433897872605582794018604377235322848433897872605583 =891077215721081784886888257701070827 × 891077215721081784886888257701070829)[1]
- 2021 = 452 − 4
  - n = 45 のときの n2 − 4 の値とみたとき1つ前は1932、次は2112。(オンライン整数列大辞典の数列 A028347)
- 2021 = 442 + 44 + 41
  - n = 44 のときの n2 + n + 41 の値とみたとき1つ前は1933、次は2111。(オンライン整数列大辞典の数列 A202018)
  - この形の数で3番目の合成数である。1つ前は1763、次は2491。(オンライン整数列大辞典の数列 A145292)
- 各位の和が5になる39番目の数である。1つ前は2012、次は2030。

## その他 2021 に関連すること
- 西暦2021年
- 2021は、渋谷すばるのアルバム。
- SEIKO MATSUDA 2021
- KAWASAKI STRONG 2021
- CyberFight Festival 2021
- 創造営2021